# Denji Sentai Megaranger
Denji Sentai Megaranger (電磁戦隊メガレンジャー, Denji Sentai Megarenjā, vertaalt als Electromagnetic Squadron Megaranger) is de 21e Sentai serie geproduceerd door Toei. De serie werd van 1997 tot begin 1998 uitgezonden en bestond uit 51 afleveringen. De serie diende als basis voor de Amerikaanse serie Power Rangers: In Space. De kostuums van de Megarangers werden ook hergebruikt in de serie Power Rangers: SPD.

## Verhaallijn
Kenta Date, een jonge student aan een hogeschool in Japan, wordt kampioen met het arcadespel getiteld “Megaranger”. Hij wordt hierop uitgenodigd door het bedrijf INET, de maker van het spel, voor een rondleiding door hun laboratorium samen met zijn vier vrienden Miku, Kouchiro, Chisato en Shun. Kort nadat de vijf in het INET hoofdkwartier aankomen wordt het gebouw aangevallen door de Nejirejia, een leger uit een andere dimensie aangevoerd door Dr. Hinera. Dr. Kubota, de baas van INET, onthult de waarheid aan Kenta en zijn vrienden. Megaranger was geen videospel, maar een vechtsimulator gemaakt om rekruten te vinden die een vechtteam kunnen vormen om de Nejirejia te stoppen. Hij geeft hen speciale apparaten genaamd Degiteizers waarmee ze kunnen veranderen in de Megarangers. Omdat het INET hoofdkwartier inmiddels is verwoest wordt het ruimteschip de Galaxy Mega hun nieuwe verblijf. Later sluit INET medewerker Yuusaka zich ook bij hen aan als MegaSilver.
Dr. Hinera verandert zichzelf in de finale in een monster en vecht zelf met de Megarangers, maar wordt door hen verslagen.

## Karakters

### Megarangers
- Kenta Date (伊達健太, Date Kenta) / Mega Red (メガレッド, Megareddo): Kenta is een beetje en stijfkop, maar een kei in arcadespellen. Dat is ook de reden dat hij wordt gekozen als lid van het Megarangers team. Hij is het enige teamlid dat niet van computers houdt. De computer in zijn helm stelt hem in staat iedere gevechtsbeweging te leren, wat hem tot een bijna alkunnende vechter maakt.
- Kouichirou Endou (遠藤耕一郎, Endō Kōichirō) / Mega Black (メガブラック, Megaburakku): de leider van het team. Hij is een voetbalspeler en constant bezig met zijn schoolwerk. Hij heeft een jongere broer genaamd Koujiro. Hij kan communicatiebronnen opsporen.
- Shun Namiki (並樹瞬, Namiki Shun) / Mega Blue (メガブルー, Megaburū): Shun is iemand die liever alleen vecht. Hij droomt ervan een computer-graphics artiest te worden. Hij is ook goed in het maken van gevechtsstrategieën.
- Chisato Jougasaki (城ケ崎千里, Jōgasaki Chisato) / Mega Yellow (メガイエロー, Megaierō): Chisato heeft talent voor zowel fotografie als zingen. Ze droomt ervan ooit een professionele fotografe te worden. Ze kan dankzij haar kostuum door muren heenkijken.
- Miku Imamura (今村みく, Imamura Miku) / Mega Pink (メガピンク, Megapinku): ze houdt al net zomin van schoolwerk als Kenta, en om die reden zijn de twee goede vrienden. In een aflevering veranderde ze door de evolutiestraal in "Super Mega Pink" (超メガピンク, Chou Mega Pinku), waardoor ze ook de wapens van andere Megarangers kon gebruiken. Ze kan geluidsgolven opsporen en analyseren.
- Yuusaku Hayakawa (早川裕作, Hayakawa Yūsaku) / Mega Silver (メガシルバー, Megashirubā): een INET agent. Hij gebruikt het prototype van de Megaranger pakken om zijn eigen pak te maken. In het begin kon hij maar 2,5 minuten MegaSilver blijven door een fout in het pak, maar hij herstelt dit later.

### Hulp
- Prof. Eikichi Kubota (久保田衛吉博士, Kubota Eikichi-hakase): Hij heeft de leiding over het Megaranger project en de bedenker van het videospel.
- Gekisou Sentai Carranger

### Evil Electric Kingdom Nejiregia
De Evil Electric Kingdom Nejiregia (邪電王国ネジレジア, Jaden Ōkoku Nejirejia) zijn monsters uit een andere dimensie geleid door de mysterieuze Javious. Hun schip is de Grand Nejiros.
- Evil Electro-King Javious I (邪電王ジャビウス1世, Jadenō Jabiusu Issei) (2-43): de leider van de Nejirejia. Hij verschijnt enkel als een enorm oog op een scherm aan boord van de Grand Nejiros. Er is maar weinig over hem bekend. Hij wordt vernietigd wanneer de laatste Nejiranger, wiens levenskracht aan hem was verbonden, sterft.
- Dr. Hinelar (ドクターヒネラー, Dokutā Hinerā): de voormalige wetenschapper Dr. Samejima. Hij is na Javious de leider van de Nejirejia. Hij smeed het plan om zich van Javious te ontdoen en zelf de leider van de Nejirejia te worden. Hij krijgt later een sterkere form. Hij verandert ook de Grand Nejiros in de robot Death Nejiros. De Megarangers vernietigen deze robot door de Mega Voyager op te blazen en Dr. Hinelar komt hierbij ook om.
- Shibolena (シボレナ, Shiborena) (1-50): een robot gemaakt naar het beeld van Hinelars overleden dochter. Ze werd gedood door MegaRed.
- Yugande (ユガンデ, Yugande, Warping) (1-8, 13-50): een robot generaal gecreëerd door Hinelar. Hij wordt gedood door de Galaxy Mega, maar Hinelar herbouwt hem in een sterkere vorm. Hij raakt zwaar beschadigd nadat Guirail hem gebruikt als schild tegen een aanval van de Super Galaxy Mega. Yugande moest worden gemodificeerd met verschillende mechanische implantaten. Hij geeft zichzelf later een nog sterkere vorm. De Megarangers weten hem ook nu te verslaan, maar hij slaagt er wel in de Delta Mega te vernietigen.
- Guirail (ギレール, Girēru) (19-32): hij wordt door Javious benoemd tot nieuwe commandant van de Nejirejia en neemt hiermee Dr. Hinelars plaats in. Zijn methodes zijn zelfs nog wreder dan die van Hinelar. Hij experimenteert zelfs op de Nejire Beesten. Hij versmelt tijdelijk met Yugande tot Giga Guirail, maar verbreekt de fusie zodat hij Yugande als schild tegen de Super Galaxy Mega kan gebruiken. Dr. Hinelar laat Guirail uiteindelijk een NejiGen Capsule eten met de belofte dat het hem enorme kracht zou geven. Dat gebeurt ook, maar het drijft Guirail tot waanzin en hij verandert in het beest “Mad Guirail”. In deze vorm wordt hij vernietigd door de Megarangers nieuwste robot Mega Voyager.
- Soldiers Kunekune (兵士クネクネ, Heishi Kunekune, Soldiers Wriggling): de soldaten van de Nejirejia.
- Evil Electric Squadron Nejiranger (邪電戦隊ネジレンジャー, Jaden Sentai Nejirenjā) (38-43, 48): de NejiRangers worden gemaakt door Dr. Hinelar uit Javious’ DNA. Ze zijn de slechte versies van de Megarangers. Hinelar gebruikt hen niet alleen om de Megarangers te bevechten maar ook om Javious langzaam van al zijn levenskracht te ontdoen. De NejiRangers hebben ook een monstervorm die ze aannemen als ze tot enorm formaat groeien. De Nejirangers worden een voor een verslagen, maar keren nog eenmaal terug in aflevering 48. Ze worden daar in data kaarten veranderd en niet meer teruggezien.
  - NejiRed (38-43, 48): de leider. Zijn ware vorm is een vuurmonster. Hij wordt gedood door de Super Galaxy Mega, Mega Voyager en Mega Winger.
  - NejiBlack (38-43, 48): zijn ware vorm is een steenmonster. Hij wordt gedood door de Super Galaxy Mega, Mega Voyater en Mega Winger.
  - NejiBlue (38-41, 48): de meest sadistische van de vijf. Zijn echte vorm is een kristalmonster. Hij wordt gedood door de Mega Voyager.
  - NejiYellow (38-43, 48): rivaal van NejiPink. Haar echte vorm is een reptiel monster. Ze wordt gedood door Super Galaxy Mega, Mega Voyager en Mega Winger.
  - NejiPink (38-40, 48): de meest brutale van de vijf. Haar echte vorm is een plantmonster. Ze wordt gedood door de Mega Voyager.

## Mecha
- Galaxy Mega (ギャラクシーメガ, Gyarakushī Mega): Combinatie van het Megaship en de MegaShuttle. Dit is een referentie naar Biomans Biorobo. De Galaxy Mega’s wapen is de Mega Saber (メガサーベル, Mega Sāberu), een zwaard die veel verschillende aanvallen kan uitvoeren: Mega Side Cutter (メガサイドカッター, Mega Saido Kattā), Mega Flying Cutter (メガフライングカッター, Mega Furaingu Kattā), Mega Dash Cutter (メガダッシュカッター, Mega Dasshu Kattā), Saber Electromagnetic Whip (サーベル電磁ムチ, Sāberu Denji Muchi), Mega Cross Cutter (メガクロスカッター, Mega Kurosu Kattā), Galaxy Lance (ギャラクシーランス, Gyarakushī Ransu), Mega Flash Arrow (メガフラッシュアロー, Mega Furasshu Arō) en Saber Electromagnetic Snake (サーベル電磁ヘビ, Sāberu Denji Hebi). Daarnaast bevat de Galaxy Mega het Mega Schild (メガシールド, Mega Shīrudo) en de Booster Rifle (ブースターライフル, Būsutā Raifuru).
  - MegaShip (メガシップ, Mega Shippu): het ruimtestation van de Megarangers en Dr. Kubota.
  - MegaShuttle (メガシャトル, Mega Shatoru): een spaceshuttle.
- Delta Mega (デルタメガ, Deruta Mega): een extra mecha gemaakt door Prof. Kubota. Zijn wapens zijn twee vuurwapens rond zijn polsen genaamd de Delta Laser (デルタレーザー, Deruta Rēzā) en zijn twee Gatling Blaster (ガトリングブラスター, Gatoringu Burasutā) armen.
- Super Galaxy Mega (スーパーギャラクシーメガ, Sūpā Gyarakushī Mega): de combinatie van de Galaxy Mega en Delta Mega. Delta Mega’s vuurwapens vormen de schoudergeweren van Super Galaxy Mega en worden driemaal zo sterk. Super Galaxy Mega’s aanval is de Super Galaxy Knuckle (スーパーギャラクシーナックル, Sūpā Gyarakushī Nakkuru), waarin hij zijn beide vuisten afvuurt als raketten. Een andere aanval is de Big Bang Attack (ビッグバンアタック, Biggu Ban Atakku).
- Mega Voyager (メガボイジャー, Mega Boijā): de enige robot van het team die uit vijf losse machines bestond: de Voyager Machines (ボイジャーマシン, Boijā Mashin). Deze stonden opgeslagen op de INET maanbasis. Mega Voyager gebruikte de top van Rocket Voyager 3 als primaire wapen. Deze aanval heette de Voyager Spartan (ボイジャースパルタン, Boijā Suparutan). Daarnaast kon hij ook Galaxy mega’s zwaard hanteren.
  - Rovoyager-1 (ロボイジャー1, Roboijā Wan): bestuurd door MegaRed, Rovoyager-1 is een mensachtige robot.
  - Shuttle Voyager-2 (シャトルボウジャー2, Shatoru Boijā Tsū): bestuurd door MegaBlack, Shuttle Voyager-2 is een spaceshuttle.
  - Rocket Voyager-3 (ロケットボイジャー3, Roketto Boijā Surī): bestuurd door MegaBlue, Rocket Voyager-3 is enorme raket.
  - Saucer Voyager-4 (ソーサーボイジャー4, Sōsā Boijā Fō): bestuurd door MegaYellow, Saucer Voyager-4 is een UFO-achtig ruimteschip.
  - Tank Voyager-5 (タンクボイジャー5, Tanku Boijā Faibu): bestuurd door MegaPink, Tank Voyager-5 is een tank.
- Mega Winger (メガウインガー, Mega Uingā): de persoonlijke mecha van MegaSilver, gemaakt door Yuusaku. Kon veranderen van Flyer Mode (フライヤーモード, Furaiyā Mōdo) naar Fighter Mode (ファイターモード, Faitā Mōdo). Megawinger kon zijn vleugels afstaan aan Mega Voyager om de combinatie Wing Mega Voyager (ウイグメガボイジャー, Uingu Mega Boijā) te vormen. Mega Wingers wapen was het Winger Cannon (ウインガーキャノン, Uingā Kyanon).

## Afleveringen
1. Don't Let Them! The Twisted Invaders (ゆるすな! ねじれた侵略者 Yurusu na! Nejireta Shinryakusha)
2. Look! Our Galaxy Mega (見てくれ! 俺たちのギャラクシーメガ Mite Kure! Oretachi no Gyarakushī Mega)
3. For Real!!? A Huge Twistbeast (マジかよ! でっかいネジレ獣 Maji ka yo! Dekkai Nejirejū)
4. Smash!! Shibolena's Trap (砕くぞ! シボレナの罠 Kudaku zo! Shiborena no Wana)
5. Decide!! This is an Underhanded Battle (キメるぜ! これが裏技バトル Kimeru ze! Kore ga Urawaza Batoru)
6. We Did It, eh?! The Roaring Digitank (やったね! 爆走デジタンク Yatta ne! Bakusō Dejitanku)
7. What the? The Annoying Groupie Daughter (ナンなの? おっかけ迷惑娘 Nan na no? Okkake Meiwaku Musume)
8. Will We Lose!? Reverse Teamwork (負けるか! 逆転チームワーク Makeru ka! Gyakuten Chīmuwāku)
9. Reveal!! The CD Goblins Lurk In (あばくぞ! 魔物がひそむCD Abaku zo! Mamono ga Hisomu Shī Dī)
10. Goodbye! The Android of Sadness (さよなら! 哀しみのアンドロイド Sayonara! Kanashimi no Andoroido)
11. Danger! The Temptation of the Red Rose (あぶない! 赤いバラの誘惑 Abunai! Akai Bara no Yūwaku)
12. Worry!! We're Lazy Teachers (こまるぜ! 我らがぐうたら先生 Komaru ze! Warera ga Gūtara Sensei)
13. Heartthrob! Our Teacher is Like the Wind (どきどき! 先生は風のように Dokidoki! Sensei wa Kaze no You ni)
14. Surprise! The Neighbors are Nejirejia (びっくり! おとなりはネジレジア Bikkuri! Otonari wa Nejirejia)
15. See Through It! The Mecha of Genius High (見やぶれ! 天才高校のカラクリ Mi Yabure! Tensai Kōkō no Karakuri)
16. Very Bad! Will We Die? (激ヤバ! オレたち死ぬのか? Gekiyaba! Oretachi Shinu no ka?)
17. Way Cool! Sexy Super Miku (すごすぎ! いけてるスーパーみく Sugosugi! Iketeru Sūpā Miku)
18. Protect!! The Strange Forest Boy (守るぞ! 不思議な森の少年 Mamoru zo! Fushigi na Mori no Shōnen)
19. Thrust! The Persistent Deadly Punch (打ちこめ! 不屈の必殺パンチ Uchikome! Fukutsu no Hissatsu Panchi)
20. Please!! The New Robo, Delta Mega (たのむぜ! 新ロボデルタメガ Tanomu ze! Shin Robo Deruta Mega)
21. Right Now! The Life-Threatening Super Fusion (いまこそ! 命をかけた超合体 Ima Koso! Inochi o Kaketa Chō Gattai)
22. Break Out! The Demonic Labyrinth (ぬけ出せ! 悪魔のラビリンス Nukedese! Akuma no Rabirinsu)
23. Why! My Egg is a Twistbeast (なんでだ! オレのたまごはネジレ獣 Nande da! Ore no Tamago wa Nejirejū)
24. Running Alone! The New Silver Face (独走! 銀色のニューフェイス Dokusō! Gin'iro no Nyū Feisu)
25. Just in Time! Time Limit: 2.5 Minutes (ギリギリ! タイムリミット2分半 Girigiri! Taimu Rimitto Nifunhan)
26. Really? The End of Nejiregia (ホントか? ネジレジアの最期 Honto ka? Nejirejia no Saigo)
27. Kick them About! The Demonic Coral That Calls Death (けちらせ! 死を呼ぶ魔のサンゴ Kechirase! Shi o Yobu Ma no Sango)
28. It's Over! The Explosive Granny Whirlwind (おてあげ! 爆裂おばあちゃん旋風 Oteage! Bakuretsu Obaachan Senpū)
29. I Want to Lose Weight! Miku's Dubious Diet (やせたい! みくの怪しいダイエット Yasetai! Miku no Ayashii Daietto)
30. Explosion! The Combination of Friendship (サク烈! 友情のコンビネーション Sakuretsu! Yūjō no Konbinēshon)
31. Stop!! Guirail's Reckless Run (止めるぜ! ギレールの暴走 Yameru ze! Girēru no Bōsō)
32. Is It the End!? Desperate Situation, Galaxy Mega (終わりか!? 絶体絶命ギャラクシーメガ Owari ka!? Zettai Zetsumei Gyarakushī Mega)
33. Cheerful! The Lover Who Came From the Moon (ウキウキ! 月から来た恋人 Ukiuki! Tsuki Kara Kita Koibito)
34. I'll Show You!! Big Brother's Miracle Shoot (見せるぜ! 兄貴のミラクルシュート Miseru ze! Aniki no Mirakuru Shūto)
35. Overcome! Mega Silver's Greatest Crisis (のりきれ! メガシルバー最大の危機 Norikire! Mega Shirubā Saidai no Kiki)
36. Flap Your Wings! The Wings of Hope Dancing in the Sky (はばたけ! 宇宙(そら)に舞う希望の翼 Habatake! Sora ni Mau Kibō no Tsubasa)
37. Why? Chisato has an Old Man's Voice (どうして? 千里がオヤジ声 Dōshite? Chisato ga Oyaji Koe)
38. Scary! Nejirejia's Fiendish Squadron (戦慄! ネジレジアの凶悪戦隊 Senritsu! Nejirejia no Kyōaku Sentai)
39. Exposed!! Mega Red's True Identity (バレたぜ! メガレッドの正体 Bareta ze! Mega Reddo no Shōtai)
40. Scary!! Bad Girls (コワいぜ! バッドな女たち Kowai ze! Baddo na Onnatachi)
41. Collapsing! The Blue Terror, Neji Blue (キレてる! 青の恐怖ネジブルー Kirete 'ru! Ao no Kyōfu Neji Burū)
42. Lose Them! The Evil Stalkers (ふりきれ! 邪悪な追跡者 Furikire! Jaaku na Tsuisekisha)
43. We Won't Lose! The Decisive Battle is on Christmas Eve (負けない! 決戦はクリスマスイブ Makenai! Kessen wa Kurisumasu Ibu)
44. Relax! Kenta's New Year's Eve Riot (お気楽! 健太の年越し騒動 O-kiraku! Kenta no Toshikoshi Sōdō)
45. Stubborn! Hinelar's Great Counterattack (しぶとい! ヒネラーの大逆襲 Shibutoi! Hinerā no Dai Gyakushū)
46. Prevent!! Setting Sail to Hell (阻むぞ! 地獄への船出 Habamu zo! Jigoku e no Funade)
47. Plunge! The Dreadful Hinelar City (とびこめ! 恐怖のヒネラーシティ Tobikome! Kyōfu no Hinerā Shiti)
48. Crush!! Hinelar's Dark Designs (つぶすぜ! ヒネラーの黒い野望 Tsubusu ze! Hinerā no Kuroi Yabō)
49. Despair! We're Outcasts!? (絶望! 俺たちは嫌われ者!? Zetsubō! Oretachi wa Kiraware Mono)
50. Sublime! The Red Hot Super Soldier Yugande (壮絶! 灼熱の超戦士ユガンデ Sōzetsu! Shakunetsu no Chō Senshi Yugande)
51. Seize!! Our Diplomas (つかむぜ! 俺たちの卒業証書 Tsukamu ze! Oretachi no Sotsugyōshōsho)

### Specials
- Denji Sentai Megaranger Super Video: It Could Be You! Mega Hero
- Denji Sentai Megaranger vs. Carranger
- Seijuu Sentai Gingaman vs. Megaranger

## Trivia
- De manier waarop de Megarangers hun krachten krijgen en uitgekozen worden lijkt sterk op de Amerikaanse film The Last Starfighter.
- Eerste Sentai team met de kleurencombinatie rood, blauw, zwart, geel, roze en zilver. Dit werd 9 jaar na Megaranger herhaald in GoGo Sentai Boukenger.
- Yuusaku/MegaSilvers transformatieapparaat was het eerste transformatieapparaat gebaseerd op een mobiele telefoon. Sindsdien hebben veel recente Sentai series (Hyakujuu Sentai Gaoranger, Mahou Sentai Magiranger, en GoGo Sentai Boukenger) en een Kamen Rider serie.
- De Galaxy Mega is uniek aangezien het de enige robot is die ontstaat uit een machine waar de Rangers in zitten (MegaShuttle) en een machine die niet door een van de Rangers werd bestuurd (MegaShip). Tevens diende de Galaxy Mega als basis van INET en vocht geregeld met alle medewerkers nog aan boord.